# Хуан Алфонсо Ваље
Хуан Алфонсо Ваље (рођен 1905, непознат датум смрти) био је перуански фудбалски везњак који је играо за Перу на светском првенству 1930.